# RAIKO

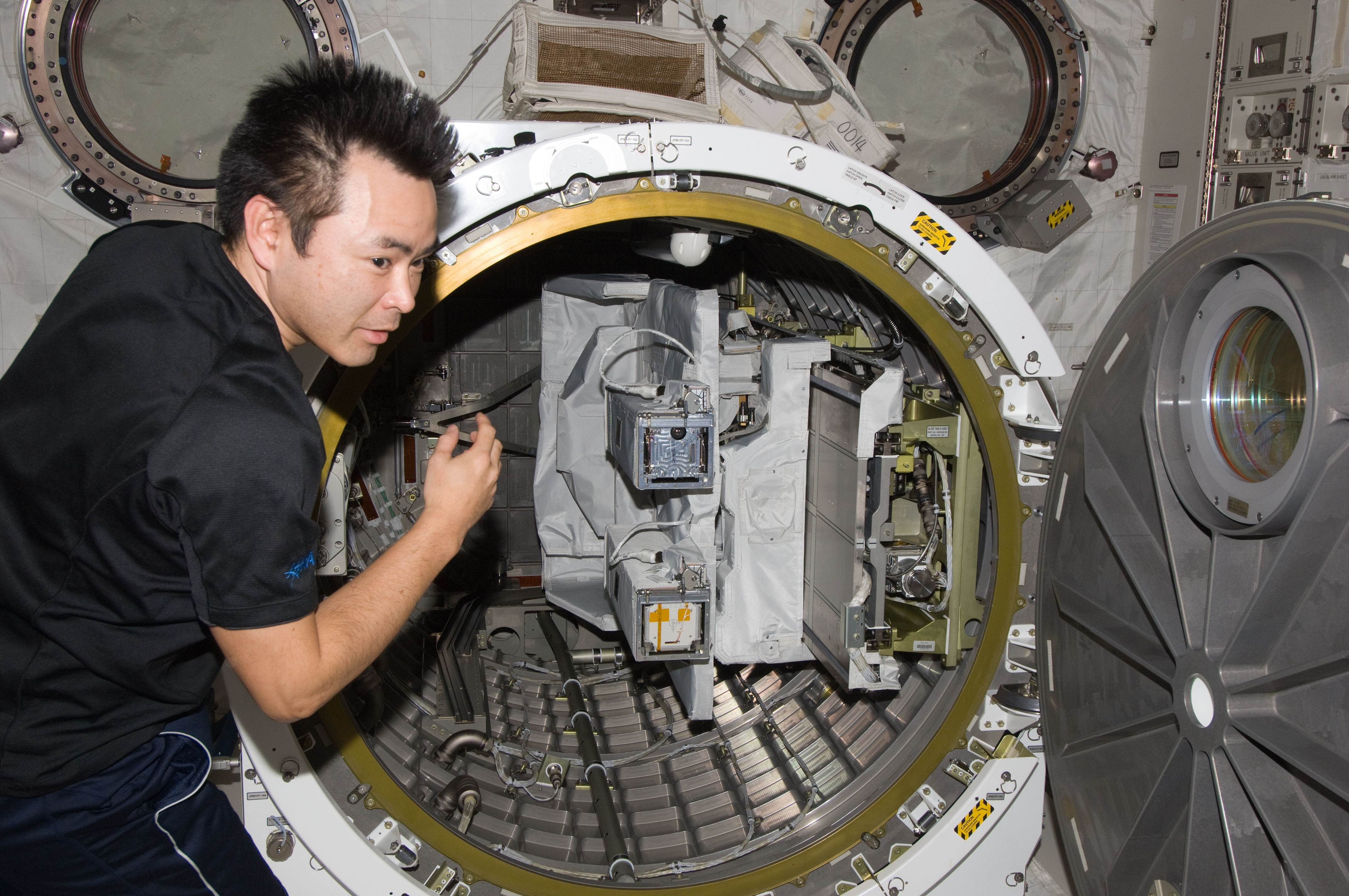
Astronaut Akihiko Hoshide an der Schleuse vor der Freisetzung der CubeSats

RAIKO ist ein japanischer Technologieerprobungssatellit mit Cubesat-Architektur, der an der Universität Tōhoku und an der Universität Wakayama gebaut wurde. Er ist nach dem japanischen Donnergott benannt.
RAIKO wurde am 21. Juli 2012 in einem H-2 Transfer Vehicle im Tanegashima Space Center gestartet und zur Internationalen Weltraumstation ISS gebracht. Von dort aus wurde er am 4. Oktober 2012, zusammen mit den vier anderen CubeSats TechEdSat, WE WISH, FITSAT-1 und F-1, durch eine Luftschleuse ins Weltall freigesetzt.
RAIKO verfügt über drei Kamera-Systeme. Eine Farbkamera war für Aufnahmen der ISS während des Aussetzvorgangs vorgesehen, eine andere mit Fischaugenobjektiv für Erdaufnahmen. Die dritte Kamera arbeitet als Sternensensor und dient der Lageregelung. Die Energieversorgung von RAIKO erfolgt über Solarzellen und einen NiMH-Akku.
Obwohl er 2012 gestartet wurde, lautet seine COSPAR-Bezeichnung 1998-067CN, denn er gilt als Subsatellit der ISS, deren Kennung 1998-067A ist.